# Artediellus neyelovi
Artediellus neyelovi és una espècie de peix pertanyent a la família dels còtids.

## Descripció
- Fa 9 cm de llargària màxima.[5][6]

## Hàbitat
És un peix marí, demersal i de clima subtropical que viu entre 13 i 137 m de fondària.

## Distribució geogràfica
Es troba al Pacífic nord-occidental: el Japó.

## Observacions
És inofensiu per als humans.